# 貝克鎮區 (明尼蘇達州卡斯縣)
貝克鎮區（英語：Becker Township）是一個位於美國明尼蘇達州卡斯縣的行政鎮區。

## 人口
根據2020年美國人口普查的數據，貝克鎮區的面積為96.60平方千米，當中陸地面積為94.00平方千米，而水域面積為2.60平方千米。當地共有人口484人，而人口密度為每平方千米5人。